# Нейман, Каспар
Каспар Нейман (нем. Caspar Neumann; 14 сентября 1648, Бреслау — 27 января 1715, там же) — немецкий учёный-статистик, протестантский богослов и священнослужитель.

## Биография
Сын городского сборщика налогов. С 1667 года изучал теологию в Йенском университете. В 1673 году был рукоположен в священники. Протестантский пастор на службе у Кристиана, сына Эрнеста I, герцога Саксен-Готского. Совершил двухлетнее путешествие через западную Германию, Швейцарию, северную Италию и южную Францию. Позже стал придворным священником в Альтенбурге. Затем вернулся в Бреслау.
В 1678 году стал деканом гимназии Магдалины Бреслау, в 1689 году — пастор и викарий церкви Марии Магдалины в Бреслау. В 1697 году Нойман был назначен инспектором лютеранских школ и церквей. Позже — преподаватель богословия обеих приходских гимназий. Среди его учеников были немецкий философ эпохи Просвещения Христиан фон Вольф.

## Научная деятельность
Известен в истории статистики таблицами рождаемости и смертности, составленными им по церковным книгам бреславльской епархии за 1687—1691 годы. Написал трактате «Reflexionen über Leben und Tod bey denen in Breslau Geborenen und Gestorbenen» с наблюдениями о смертности жителей. К изучению этого вопроса К. Нейман приступил с целью разрушить распространенный в то время суеверный взгляд, будто человеку в известные годы жизни грозит особенная опасность смерти. Учёный старался доказать, что в продолжительности жизни есть известная закономерность, установленная неусыпными попечениями Божьего промысла о нашем благе. Статистические таблицы, вместе с объяснительными к ним письмами, были посланы им Лейбницу, который сообщил о них в лондонское Королевское общество наук. В журнале общества за 1693 год появилась работа Эдмунда Галлея, построенная на данных К. Неймана. До сих пор остается еще спорным, что именно заимствовал в своих конечных выводах английский ученый от К. Неймана, имя которого не было тогда опубликовано.
В 1680 году издал в Йене свой молитвенник под названием «Kern Aller Gebete». Автор более 30 духовных песен, некоторые из которых были включены в «Burg’s Gesang Buch» (1746).
К. Нейману также принадлежит теория «иероглифического» значения букв еврейского алфавита. Исаак Ньютон написал ему письмо, подтверждающее получение книги, объясняющей теорию (Clavis Domus Heber), и поздравил автора, но признал, что он у него слишком мало знаний по этому предмету, чтобы достойно оценить его ценность.